# Ethan Mbappé
Ethan Mbappé Lottin (Montreuil, 29 december 2006) is een Frans voetballer die bij voorkeur als middenvelder speelt. Hij speelt bij OSC Lille. Hij is de jongere broer van Kylian Mbappé.

## Clubcarrière
In juni 2021 tekende Mbappé zijn eerste profcontract. Op 20 december 2023 vierde hij zijn profdebuut in de Ligue 1 tegen FC Metz, op de verjaardag van zijn broer Kylian Mbappé. Ethan Mbappé werd bij Paris Saint-Germain landskampioen en bekerwinnaar en de Franse supercup. Mbappé maakte zijn bekerdebuut tegen US Orléans hij viel in voor Lucas Beraldo.
Nadat hij PSG officieel had verlaten, tekende Mbappé op 4 juli een contract  bij Lille in de Ligue 1 een contract voor drie jaar, dat liep tot 2027.  Hij koos ervoor om rugnummer 29 te dragen. Mbappé is een van de spelers die zich bij Lille voegden nadat ze waren afgestudeerd aan de jeugdopleiding van PSG, waaronder Mike Maignan, Boubakary Soumaré, Jonathan Ikoné en Timothy Weah.
Mbappé speelde zijn eerste minuten bij zijn nieuwe club op 17 augustus. Hij kwam als invaller in een 2-0 uitoverwinning op Reims in de Ligue 1 binnen de lijnen. De week daarop maakte hij zijn eerste basisplaats in de Ligue 1 in een 2-0 thuisoverwinning tegen Angers , op de leeftijd van 17 jaar, 7 maanden en 26 dagen.  Vier dagen later speelde Mbappé zijn eerste wedstrijd in de UEFA Champions League bij Slavia Praag in de play-offronde , waarmee hij deelnam aan de kwalificatie van zijn club voor de gloednieuwe competitiefase .  In september 2024 raakte Mbappé geblesseerd en miste hij wedstrijden, waaronder een wedstrijd tegen Real Madrid van zijn broer Kylian.  Op 4 maart 2025 maakte hij zijn eerste basisplaats in zes maanden en zijn eerste basisplaats in de Champions League in een 1-1 gelijkspel uit bij Borussia Dortmund in de achtste finales. 